# 준결정
준결정(準結晶, 영어: quasicrystal)은 준주기적 결정이다. 병진 대칭이 없다. 비주기적 타일 덮기가 발견된 이후 실제 구조에서 준결정이 있는지 연구 끝에 단 셰흐트만이 1982년 4월에 알루미늄과 망가니즈의 합금에서 준결정을 발견해 노벨상을 받았고, 자연계에서는 이코사헤드라이트(이십면체석, icosahedrite)가 있다.